# Pfälzische T 2.I
| Pfälzische T 2I Badische I b DR-Baureihe 8875                                                             | Pfälzische T 2I Badische I b DR-Baureihe 8875 | Pfälzische T 2I Badische I b DR-Baureihe 8875 | Pfälzische T 2I Badische I b DR-Baureihe 8875 |
| --- | --------------------------------------------- | --------------------------------------------- | --------------------------------------------- |
| Badische I b                                                                                              |                                               |                                               |                                               |
| Nummerierung:                                                                                             | I + II                                        | III–VIII 402 + 403 88 7501 + 88 7502          | 240 88 7503                                   |
| Anzahl:                                                                                                   | 2                                             | 6                                             | 1                                             |
| Hersteller:                                                                                               | Maschinenbau-Gesellschaft Karlsruhe           | Maschinenbau-Gesellschaft Karlsruhe           | Maschinenbau-Gesellschaft Karlsruhe           |
| Baujahr(e):                                                                                               | 1865                                          | 1869–1874                                     | 1893                                          |
| Ausmusterung:                                                                                             | 1921                                          | 1922–1926                                     | 1926                                          |
| Achsformel:                                                                                               | B n2t                                         | B n2t                                         | B n2t                                         |
| Gattung:                                                                                                  | Gt 22.12                                      | Gt 22.12                                      | Gt 22.12                                      |
| Spurweite:                                                                                                | 1435 mm                                       | 1435 mm                                       | 1435 mm                                       |
| Länge über Puffer:                                                                                        | 6800–6850 mm                                  | 6800–6850 mm                                  | 6875 mm                                       |
| Höhe: | 3960 mm                                       | 3960 mm                                       | 3960 mm                                       |
| Gesamtradstand:                                                                                           | 2100 mm                                       | 2100 mm                                       | 2100 mm                                       |
| Leermasse:                                                                                                |                                               | 16,60–18,00 t                                 | 18,11 t                                       |
| Dienstmasse:                                                                                              | 18,00 t                                       | 20,00–21,65 t                                 | 21,80 t                                       |
| Reibungsmasse:                                                                                            | 18,00 t                                       | 20,00–21,65 t                                 | 21,80 t                                       |
| Radsatzfahrmasse:                                                                                         | 9,00 t                                        | 10,00–10,80 t                                 | 10,90 t                                       |
| Höchstgeschwindigkeit:                                                                                    | 45 km/h                                       | 45 km/h                                       | 45 km/h                                       |
| Kuppelraddurchmesser:                                                                                     | 950 mm                                        | 940 mm                                        | 960 mm                                        |
| Steuerungsart:                                                                                            | Stephenson                                    | Stephenson                                    | Stephenson                                    |
| Zylinderanzahl:                                                                                           | 2                                             | 2                                             | 2                                             |
| Zylinderdurchmesser:                                                                                      | 280 mm                                        | 280 mm                                        | 280 mm                                        |
| Kolbenhub:                                                                                                | 457 mm                                        | 460 mm                                        | 460 mm                                        |
| Kesselüberdruck:                                                                                          | 7,2 bar                                       | 10,0 bar                                      | 10,0 bar                                      |
| Anzahl der Heizrohre:                                                                                     | 125                                           | 125                                           | 125                                           |
| Heizrohrlänge:                                                                                            | 3180 mm                                       | 3140 mm                                       | 3147 mm                                       |
| Rostfläche:                                                                                               | 0,75 m²                                       | 0,65–0,75 m²                                  | 0,75 m²                                       |
| Strahlungsheizfläche:                                                                                     | 4,1 m²                                        | 4,95 m²                                       | 4,95 m²                                       |
| Rohrheizfläche:                                                                                           | 41,8 m²                                       | 45,05–45,6 m²                                 | 45,05 m²                                      |
| Verdampfungsheizfläche:                                                                                   | 45,9 m²                                       | 49,7–50,0 m²                                  | 50,00 m²                                      |
| Wasservorrat:                                                                                             | 1,0 m³                                        | 2,0–2,25 m³                                   | 2,25 m³                                       |
| Brennstoffvorrat:                                                                                         | 0,25 t                                        | 0,7 t                                         | 0,7 t                                         |
| Die technischen Daten für die Lokomotiven der Baujahre 1869–1874 weichen in der Literatur voneinander ab. |                                               |                                               |                                               |

Die Dampflokomotiven der Gattung T 2I der Pfalzbahn waren Tenderlokomotiven für den Verkehr über die Schiffsbrücken Speyer und Maxau. Zwei Lokomotiven wurden 1874 von der Großherzoglich Badischen Staatseisenbahn erworben und als Gattung I b eingereiht. Die badischen Maschinen wurden nach der Übernahme durch die Deutsche Reichsbahn 1925 in die Baureihe 8875 umgezeichnet.

## Geschichte
1865 wurde die Rheinbrücke bei Maxau im Zuge der Bahnstrecke von Winden nach Karlsruhe fertiggestellt. Die Pontonbrücke war in ihrer Tragfähigkeit begrenzt. Es war deshalb notwendig spezielle leichte Lokomotiven für den Brückenverkehr einzusetzen. Die ersten beiden dafür vorgesehenen Lokomotiven wurden 1865 von der Maschinenbau-Gesellschaft Karlsruhe an die Pfalzbahn geliefert. Die Lokomotiven erhielten die Bahnnummer I und II. Bis 1872 folgten weitere drei Lokomotiven, die die Bahnnummern III bis V erhielten. Nachdem 1873 die Brücke in Speyer im Zuge der Bahnstrecke Heidelberg–Speyer eröffnet worden war, erwarb man weitere drei Lokomotiven. Diese erhielten die Nummern VI bis VIII.
Um den Betrieb wirtschaftlicher durchführen zu können, erwarb die Badische Staatsbahn die Lokomotiven VII und VIII und ordnete sie in die Gattung I b1 mit den Bahnnummern 402 und 403 ein. 1893 kaufte die Badische Staatsbahn noch eine dritte Lokomotive, die die Nummer 240 erhielt und als I b2 eingereiht wurde.
Ab Beginn der 1920er Jahre wurden die Lokomotiven von Maschinen der bayrischen Gattung DVI abgelöst. Die ersten Ausmusterungen begannen 1921. Die Maschinen III, IV und VI sollten noch entsprechend dem Umzeichnungsplan die Betriebsnummern 88 7001 bis 7003 der Deutschen Reichsbahn erhalten, wurde jedoch 1924 ausgemustert. Die drei badischen Lokomotiven wurden 1925 in 88 7501 bis 88 7503 umgezeichnet, im folgenden Jahr jedoch außer Betrieb genommen.

## Konstruktive Merkmale

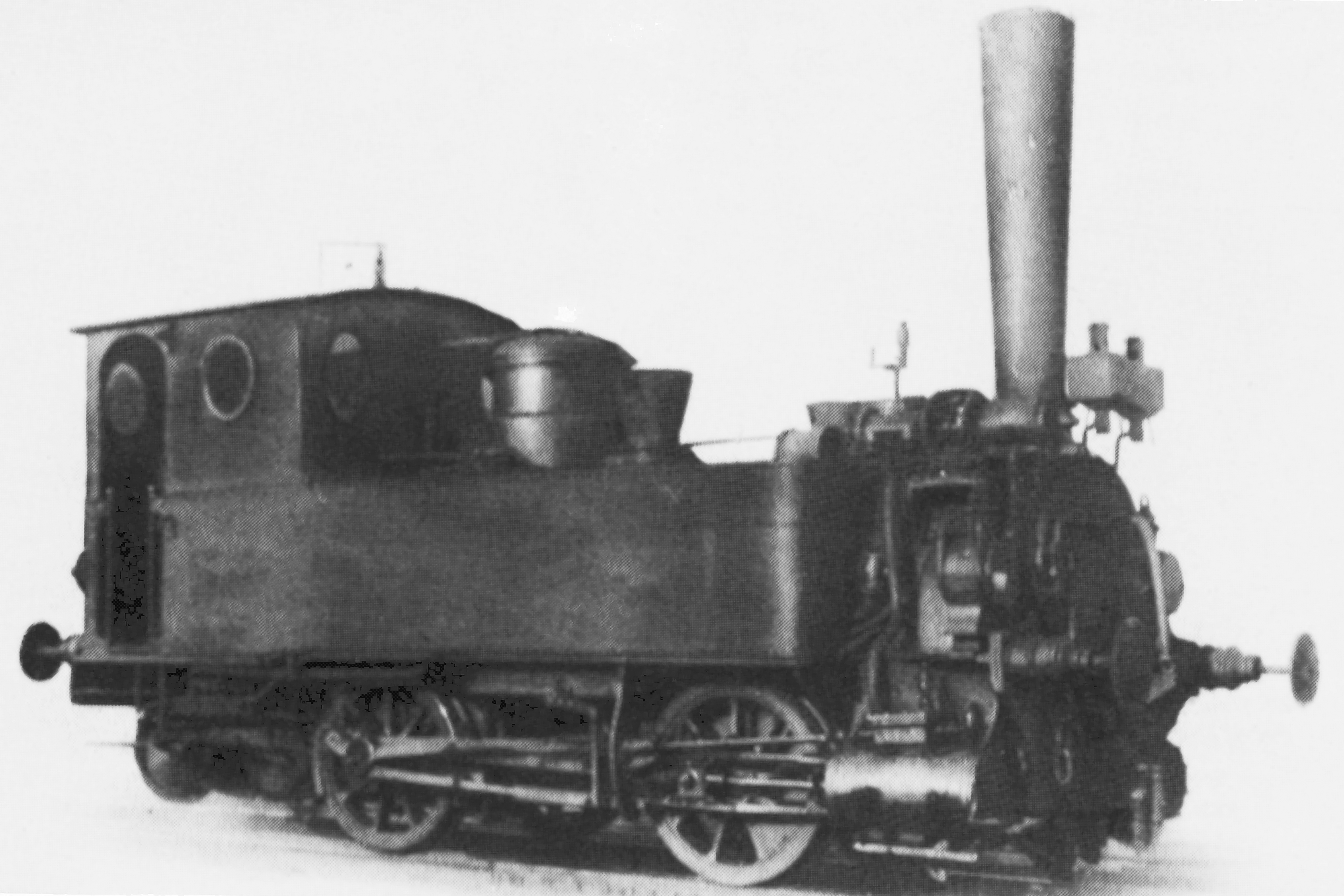
Spätere Lieferserie

Die Fahrzeuge mussten an die speziellen Anforderungen auf der Pontonbrücke angepasst werden. Zum einen musste das Gewicht so gering wie möglich sein, damit die Pontons nicht zu tief einsanken. Außerdem befand sich die Lokomotive während der Überfahrt ständig in einer Steigung von 2 %.
Während der Lieferzeit wurden die Lokomotiven den entsprechenden Anforderungen angepasst, so dass diese kleinere und größere Unterschiede aufwiesen.
Der Innenrahmen war als Kastenrahmen aus Blech mit 20 mm dicken Platten ausgebildet. Auf dem zweischüssigen Langkessel saß mittig der Dampfdom. Die Dampfentnahme erfolgte durch ein an der Vorderseite angebrachtes Rohr, welches oberhalb des Kessels zum Regler führte. Damit konnte die Dampfentnahme der ständig in Steigung fahrenden Lok verbessert werden. Vom Regler führten außenliegende Dampfrohre zu den Zylindern. Der Stehkessel war durchhängend. Die Speisewasserversorgung erfolgte durch zwei saugende Dampfstrahlpumpen. Bei späteren Lieferungen saß der Dampfdom auf dem vorderen Kesselschuss. Die Sicherheitsventile und Regler wurden mit in den Dampfdom integriert. Außerdem wurden die Dampfrohre zu den Zylindern in die Rauchkammer verlegt.
Das Zweizylinder-Nassdampftriebwerk war außenliegend. Die waagerecht angeordneten Zylinder arbeiteten auf die hintere Achse. Die Steuerung erfolgte durch eine innenliegende Stephensonsteuerung. Die Flachschieber hatten eine äußere Einströmung.
Das Laufwerk war an vier Punkten abgestützt. Die fest im Rahmen gelagerten Achsen waren jeweils mittels untenliegenden Blattfedern abgefedert.
Die Wurfhebelhandbremse wirkte auf die vordere Achse von vorn und auf die hintere Achse von hinten. Später baute man eine Druckluftbremse Bauart Schleifer ein.
Um ein Überpuffern zu vermeiden, vergrößerte man die Puffer später mittels aufgelegten Holzplatten. Die Sandkästen platzierte man im Rahmen. Ab der zweiten Lieferung saß der Sandbehälter auf dem Kesselscheitel. Die Wasserbehälter waren als lange Kästen an den beiden Seiten der Lokomotive ausgestaltet. Der Kohlekasten lag auf der linken Seite vor dem Führerhaus.
Die ersten beiden Lokomotiven verfügten über keinerlei Führerhaus. Erst die später gelieferten Lokomotiven versah man damit.